# 2012年體育
2012年，重要國際體育賽事包括：
- 第三十屆2012年夏季奧林匹克運動會：7月27日至8月12日於英國倫敦舉行

## 體育大事

### 1月至3月
- 足球
  - 2012年非洲國家盃
- 網球
  - 2012年澳洲網球公開賽
- 羽毛球
  - 2012年韓國羽毛球首要超級賽
  - 2012年馬來西亞羽毛球超級賽
  - 2012年全英羽毛球首要超級賽

### 4月至6月
- 足球
  - 2012年欧洲足球锦标赛
- 網球
  - 2012年法國網球公開賽

### 7月至9月
- 足球
  - 2012年U20女子世界盃
- 網球
  - 2012年温布尔登网球锦标赛

### 9月至12月
- 網球
  - 2012年美國網球公開賽